# Kienswiesenteich
Der Kienswiesenteich ist ein kleines künstliches Stillgewässer in Messel, Hessen.

## Geographie
Der Kienswiesenteich befindet sich am Nordrand von Messel, westlich der Landstraße L3317. Der südliche und größte Teil des Teiches befindet sich in der Gemarkung Messel. Der nördliche Teil des Teiches befindet sich in der Gemarkung Dreieich. Der Teich wird genutzt vom Angelverein ASF Urberach.
Der Teich ist ungefähr 220 m lang und etwa 50 m breit. Er hat eine Fläche von rund 1 ha. Ein Erddamm mit Durchlass staut das Wasser. Durch den Teich fließt der Rutschbach.
Der Kienswiesenteich liegt im Naturschutzgebiet Hegbachaue bei Messel.

## Fauna
Auf dem Areal leben verschiedene Tierarten; u. a. Enten, Milane, Teichmolche, und Wildgänse.
Zahlreiche einheimische Fischarten beleben den Teich.

## Flora
Der Kienswiesenteich liegt mitten in einem Mischwald.

## Geschichte und Etymologie
Der Kienswiesenteich wurde für die Fischzucht angelegt.
Benannt wurde der Teich nach dem Gewann „Kienswiesen“. 

## Varia
An der Nordwestecke des Kienswiesenteichs befindet sich eine Schutzhütte.